# 巴拉瑞特强盗
乔治·罗伯特·约翰斯顿（英语：George Robert Johnston）（1954年—2004年7月25日）（更广为人知的称呼是巴拉瑞特强盗和无名氏#39-04），是一名出生于加拿大的窃贼，在生命最后几年里，他在死亡谷国家公园躲避警察，从而获得全美国的关注。巴拉瑞特强盗的称呼是因为他最初在加利福尼亚州巴拉拉特镇开始犯罪而来。

## 犯罪前
约翰斯顿出生在加拿大爱德华王子岛。他遇到妻子托米时是一名干墙工人，他们有了四个女儿。在托米患上白血病时，他开始种植和销售大麻。1997年，约翰斯顿被发现，并被判入狱8年（通过假释入狱实际服刑一年半）。在入狱仅仅几周，约翰斯顿的身体崩溃，再也没有完全恢复。托米认为，约翰斯顿在监狱服用的药物加剧他的精神崩溃，也有可能是导致他的精神崩溃的原因。2000年，约翰斯顿离开他的家庭，说他希望离开加拿大去美国，在那里他寻求信仰治疗师的帮助。.

## 逍遥法外的岁月和死亡
2003年，约翰斯顿开始他的犯罪生涯，盗窃巴拉瑞特地区各种奇怪的物品，还偷窃武器并将它们藏在他的各个营地。警方花了很多个月试图逮捕他，认为他难以捉摸。有段时间，因为他的耐力和躲避技巧令人印象深刻，致使警察挫败几个月，因此人们怀疑他可能是一个恐怖分子，至少接受过军事训练。
可能是因为约翰斯顿意识到自己将被抓捕，于是用一支步枪向头部开枪，结束自己的生命。由于警方在18个月内无法辨认他的身份，因此将他称为无名氏#39-04。约翰斯顿有一个独特的纹身，但对识别没有帮助。2006年，验尸官将他的详细资料发送给加拿大皇家骑警，通过指纹匹配确认了他的身份。他的妻子和四个女儿听到这个消息非常伤心，因为自从他离开后，他们再也没有收到过约翰斯顿的消息。约翰斯顿被埋在加利福尼亚州圣贝纳迪诺一块陶工田地上没有标记的坟墓。

## 媒体
2008年，约翰斯顿的案件在TruTV电视连续剧《调查人员》的“孤独逃亡”中进行了详细介绍。